# Hardwicke Island
Hardwicke Island ist eine Insel zwischen dem Festland der kanadischen Provinz British Columbia und der vorgelagerten Insel Vancouver Island. Hardwicke Island gehört zum Strathcona Regional District und ist die nordwestlichste der größeren Inseln der Inselgruppe der Discovery Islands. Außerdem wird die Insel noch dem Great Bear Rainforest zugerechnet.
| Sunderland Channel → kan. Festland          | Sunderland Channel → kan. Festland          | Sunderland Channel → kan. Festland       |
| Johnstone Strait                            | Kompassrose, die auf Nachbargemeinden zeigt | Sunderland Channel → kan. Festland       |
| Johnstone Strait → Vancouver Island/Sayward | Johnstone Strait → Vancouver Island         | Chancellor Channel → West Thurlow Island |

Offizielle Gemeinden gibt es auf der Insel nicht. Daher ist die Insel auch nicht mit einer öffentlichen Fähre erreichbar. Die nächstgelegene Gemeinde ist das südwestlich auf Vancouver Island gelegene Sayward.

## Name
1792 erreichte George Vancouver bei seiner Erkundungsreise durch den pazifischen Nordwesten mit seinen Schiffen HMS Discovery und HMS Chatham die Region und benannte dabei die Insel nach Philip Yorke, 3. Earl of Hardwicke, einem britischen Politiker der Förderer eines der Offiziere auf der HMS Discovery war.